# Pedra
Pedra è un comune del Brasile nello Stato del Pernambuco, parte della mesoregione dell'Agreste Pernambucano e della microregione della Vale do Ipanema.